# Arizona Robbins
Arizona Robbins è stato un personaggio della serie televisiva Grey's Anatomy, interpretato dall'attrice Jessica Capshaw.

## Descrizione
Arizona Robbins è un chirurgo pediatrico che compare nella quinta stagione come sostituta del dottor Jordan Kenley, colpito da un attacco cardiaco durante la visita a un paziente. Si confermerà personaggio fisso della serie dalla sesta stagione alla fine della quattordicesima.
Simpatica e buffa, gira per l'ospedale con delle scarpe-pattini; da questo il suo soprannome "Pattini a rotelle". È un chirurgo capace e svolge il suo lavoro con passione. Di lei si sa poco; ha rivelato di aver avuto un fratello, poi morto in guerra. Arizona è inoltre omosessuale ed è innamorata di Callie.

## Storia del personaggio
Arizona è stata chiamata così in onore di una nave da guerra americana, la U.S.S. Arizona, e come dice lei stessa è stata cresciuta per essere un buon marinaio anche durante la tempesta, per proteggere la propria patria e la propria famiglia e per proteggere le cose che ama. Suo nonno è stato a bordo della Arizona, suo padre è diventato colonnello dei marines e anche suo fratello si è arruolato e poi è morto. Ha imparato ad essere forte quando è stato necessario e non ha mai avuto bisogno di parlare della propria omosessualità con i suoi genitori perché per loro non era un problema.

### Quinta stagione
Nella quinta stagione inizia una relazione con la dottoressa Callie Torres, chirurgo ortopedico. Tra le due nascerà una vera e propria storia d'amore nonostante alcune difficoltà iniziali. Molte di queste incomprensioni sono dovute al contrasto tra Callie e suo padre, che la disereda una volta saputo della relazione della figlia con Arizona.

### Sesta stagione
Nella sesta stagione Arizona convincerà il signor Torres che ama veramente Callie e anche grazie al suo intervento i due riescono a riavvicinarsi. La loro storia sembra andare apparentemente a gonfie vele, fino a quando, dopo lunghe discussioni e provvisorie riappacificazioni, Callie e Arizona decidono di lasciarsi, a causa del loro disaccordo riguardo al fatto di avere un giorno dei figli. Negli ultimi minuti del finale di sesta stagione Arizona dice a Callie che non vuole rinunciare a lei, e che Callie sarà un'ottima madre, così le due si baciano.

### Settima stagione
Nella settima stagione Arizona si trasferisce a casa di Callie e Cristina, felici di trascorrere la vita insieme. Callie vorrebbe chiedere a Cristina di lasciare la casa ma non ha il coraggio finché un giorno Owen e Cristina vedono entrare Arizona e Callie baciandosi e decidono finalmente di cercare una nuova abitazione. Arizona incontra in ospedale Teddy Altman, che le darà consigli sulla sua vita privata: infatti per far sì che Callie e Arizona rimangano sole dà come consiglio di uscire con Mark Sloan. Importante è il personaggio di Mark Sloan che interromperà i discorsi tra Callie e Arizona e così Callie chiede ad Arizona di fare uno sforzo per uscire con lui, sperando che avrebbe sbloccato la rivalità tra Arizona e Mark.
Verso la sesta puntata della settima stagione Arizona prenderà la decisione di partire per l'Africa, dopo aver vinto il premio Carter Madison, per aiutare i bambini malati. In un primo momento Callie deciderà di andare con lei, poi si lasceranno in aeroporto. Poco dopo tornerà a bussare a casa di Callie piangendo ma le verrà chiusa la porta in faccia. Successivamente scoprirà che Callie è incinta di Mark, il chirurgo plastico migliore amico di Callie, e nonostante la sorpresa iniziale, accetterà la cosa e farà pace con Callie, con la quale tornerà quindi insieme. Quando Callie è circa alla 23ª settimana di gravidanza, avranno insieme un incidente dalla quale Arizona uscirà quasi illesa mentre l'altra riporterà gravi traumi che durante un intervento d'urgenza porteranno alla nascita della bambina che Arizona definirà come propria. Nel ventesimo episodio della settima stagione avviene finalmente il matrimonio tanto aspettato delle due donne, unite per la vita dalla dottoressa Bailey.

### Ottava stagione
Arizona cerca di aiutare Alex, dicendogli che lui non ha nessuno che gli copra le spalle e che deve migliorare il suo carattere essendo la persona più odiata dell'ospedale dopo il tradimento di Meredith, per vivere una vita serena e senza complicanze in ospedale.
Mentre Mark è al telefono con Callie, che è partita con Arizona per una conferenza, la piccola Sofia cade dal divano, così lui, in preda al panico perché non piange, la fa visitare da Alex che gli dice che la piccola non piange perché è un bravo padre. È il momento per i dottori del Seattle Grace Hospital di decidere in quale ospedale continuare la loro carriera. Karev, che inizialmente sembrava l'unico che volesse rimanere al Seattle Hospital, alla fine accetterà l'offerta dell'ospedale Hopkins, suscitando l'ira della Robbins. Dottorandi e strutturati del Seattle Grace Hospital vengono scelti per aiutare in un complicato intervento in un ospedale di Boise. Nel corso del viaggio l'aereo precipita, e la puntata si chiude con un'inquadratura di Meredith che giace al suolo svenuta. L'aereo che trasportava i medici precipita in una zona boscosa e sperduta. Cristina, Meredith e Mark sono gli unici in grado di muoversi per aiutare gli altri; ad Arizona è uscito un osso della gamba sinistra, ed essendo in un bosco prende un'infezione gravissima che le porterà l'amputazione della gamba, eseguita da Alex.

### Nona stagione
Arizona si risveglia dopo l'incidente e si rende conto di aver perso una gamba. Questo la porterà a litigare con tutti, soprattutto con Callie, e ad abbandonare temporaneamente il lavoro. Questo aspetto della sua vita è stato esplorato in modo particolare nell'episodio "Camminare su un sogno" della nona stagione. Dopo il suo graduale rientro al lavoro, deve prepararsi ad affrontare un intervento su un neonato con la dr. Lauren Boswell. La loro sintonia, già dal loro primo incontro, è innegabile. Durante una tempesta, e mentre sta nascendo il figlio di Meredith e Derek, nello stanzino ha un rapporto sessuale con la dr. Boswell tradendo così Callie.

### Decima stagione
Dopo aver avuto un rapporto sessuale, Arizona e la dr. Boswell inavvertitamente si scambiano i camici. Proprio grazie a questo, Callie riconosce il camice di Arizona perché aveva la fede sul colletto, allora capisce di essere stata tradita. Dopo una furiosa lite Callie e Sofia si trasferiscono a casa di Meredith. Arizona intanto intraprende una relazione con la specializzanda Leah Murphy, che però si interrompe quando Callie manifesta la voglia di tornare insieme a lei. La stagione prosegue con la loro relazione, legata però ad un equilibrio che sembra destinato a spezzarsi.

### Undicesima stagione
Arizona e Callie iniziano la terapia di coppia, che, se in un primo momento le aveva riavvicinate, farà pensare molto Callie che deciderà di interrompere la relazione. Arizona si rende conto di amare ancora Callie quando la vedrà uscire con un'altra donna e proverà gelosia. Arizona e Callie rimarranno comunque buone amiche soprattutto per la loro bambina, Sofia.
In questa stagione facciamo la conoscenza della dr. Nicole Hermann, chirurgo fetale che guiderà Arizona alla sua seconda specializzazione, chirurgia fetale. La dr. Hermann, dopo un tumore al cervello operato da Amelia, rimarrà cieca e affiderà il suo reparto ad Arizona.

### Dodicesima stagione
Ad una cena organizzata da Meredith, Arizona conosce la nuova fidanzata di Callie, Penny. Penny si scoprirà essere la specializzanda che operò Derek nell'incidente in cui perse la vita. Penny vincerà una borsa di studio a New York e chiede a Callie di andare con lei. Callie vorrebbe portare anche Sofia con lei, ma Arizona si oppone e andranno in tribunale per decidere la custodia esclusiva di Sofia, che poi verrà data ad Arizona. Nell'ultima puntata Arizona e Sofia bussano alla porta di Callie e Arizona le dice che la loro bambina merita due mamme felici, perciò può portarla a New York con sé.

### Tredicesima stagione
Arizona in questa stagione conosce la dr. Eliza Minnick, assunta dalla Bailey per apportare miglioramenti al programma di specializzazione. Le due dopo un iniziale attrito diventano amiche per poi iniziare una relazione potenzialmente seria. Tuttavia nell'ultima puntata la Bailey licenzia la Minnick e la loro storia finisce.

### Quattordicesima stagione
Poco dopo la fine della storia con Eliza, Arizona si butta in un flirt intenso con Carina De Luca, sorella di Andrew. Nel mentre, la figlia Sofia fa ritorno a Seattle, la quale però sente fortemente la mancanza dell'altra mamma. 
A nulla valgono i tentativi di Arizona di tirarle su il morale e così decide di trasferirsi con la figlia a New York, cosicché quest’ultima possa avere entrambe le madri vicine. Lascia Carina, la quale non accetta la sua decisione e riceve intanto la visita di Nicole Herman con cui decide di aprire una clinica a New York, dove continuerà la sua carriera come chirurgo fetale. 
Nell'episodio finale della stagione durante un dialogo con April e Richard, Arizona confessa che non può fare a meno di sorridere ogni volta che lei e Callie si scrivono o si sentono, facendo quindi intendere che è ancora innamorata di Callie. Inoltre sempre durante questo dialogo, si viene a conoscenza della fine della relazione tra Callie e Penny, ma, nonostante ciò, Arizona afferma che non ha intenzione di tornare con Callie, dettaglio smentito al termine dell'episodio, in quanto Arizona riceve un sms da Callie con scritto "non vedo l'ora di vederti", rendendo evidente che anche Callie sia ancora innamorata di Arizona, sentimento ricambiato da Arizona, confermato dal suo sorriso non appena legge il messaggio. Callie e Arizona torneranno quindi insieme a New York, rendendo di fatto la fine del loro matrimonio solo temporanea.